# Silvestro Curotti
Silvestro Curotti (Domodossola, 1920 – Oira, 3 giugno 1944) è stato un militare e partigiano italiano.

## Biografia
Noto sportivo novarese, durante la seconda guerra mondiale Curotti aveva partecipato alle operazioni belliche in Jugoslavia con il I Reggimento d'artiglieria alpina del gruppo "Aosta". Rientrato in Italia, dopo l'armistizio entrò nelle formazioni di Filippo Beltrami, nelle quali divenne responsabile di una squadra volante di arditi-sabotatori. Curotti partecipò con gran coraggio alle battaglie di Gravellona, di Cegli e di Strona. Nel giugno del 1944, incaricato di recuperare con i suoi uomini le armi e gli esplosivi lanciati da aerei degli Alleati nei pressi di Oira, Curotti cadde in un'imboscata tesa da un reparto di un'ottantina di SS tedesche. Avrebbe potuto mettersi in salvo, ma decise di disimpegnare i suoi uomini e di salvare il materiale. Ci riuscì, ma tagliato fuori dai suoi e pressato dai tedeschi, non poté che barricarsi in un casolare disabitato. Per quattro ore tenne testa da solo ai nemici che gli intimavano di arrendersi. Alla fine, sotto il tiro dei mortai che avevano mandato in fiamme il suo ultimo rifugio, terminate le munizioni, lanciate le poche bombe a mano rimaste, per non cadere prigioniero si sparò l'ultimo colpo di pistola. Il suo eroismo impressionò a tal punto i tedeschi, che le SS gli resero l'onore delle armi.
A Curotti è stato intitolato lo stadio di Domodossola.